# Ronnie Biggs
Ronald Arthur Biggs ps. Ronnie (ur. 8 sierpnia 1929 w Londynie, zm. 18 grudnia 2013 tamże) – angielski przestępca, członek gangu, który dokonał napadu stulecia.

## Wczesne lata
Podczas II wojny światowej był ewakuowany do Kornwalii. W roku 1947 wstąpił do Royal Air Force, skąd został karnie zwolniony po dwóch latach za włamanie do apteki. Miesiąc po zwolnieniu z więzienia został ponownie skazany za kradzież samochodu, a w wieku 21 lat wziął udział w nieudanym napadzie na kantor bukmacherski w londyńskiej dzielnicy Lambeth. Po ślubie przez trzy lata nie wszedł w konflikt z prawem.

## Napad stulecia
Biggs był członkiem siedemnastoosobowego gangu, który dokonał 8 sierpnia 1963 napadu stulecia, choć jego rola nie była wielka – skaperował emerytowanego kolejarza, aby poprowadził po napadzie pociąg do miejsca spotkania z ciężarówkami, które miały umożliwić ucieczkę z miejsca przestępstwa. Dostarczony przez Biggsa maszynista nie mógł opanować pociągu, więc zmuszono do tego prawdziwego maszynistę Jacka Millsa, uderzając go żelaznym prętem w głowę. Biggs został aresztowany trzy tygodnie później wraz z 11 innymi uczestnikami napadu.

## Ucieczka i emigracja
Biggs został w kwietniu 1964 skazany na 30 lat więzienia. Po 14 miesiącach dokonał ucieczki z HMP Wandsworth, kiedy to podczas spaceru sforsował trzymetrowy mur przy pomocy drabiny domowej roboty i uciekł podstawionym samochodem. Biggs uciekł do Paryża, gdzie wydał 40 tys. GBP z sumy 140 tys., która była jego częścią za udział w napadzie, na operację plastyczną i zakupił fałszywe dokumenty. Przy ich pomocy dostał się do Australii, gdzie czekali na niego żona i trzej synowie.
Po czterech latach został namierzony przez Interpol, toteż, zostawiając rodzinę, udał się wykorzystując fałszywy paszport do Brazylii. Tam w roku 1974 Biggs został aresztowany w Rio de Janeiro, jednak uniknął ekstradycji do Wielkiej Brytanii na mocy prawa brazylijskiego, które nie pozwala na wydalenie ojca obywatela brazylijskiego – partnerka Biggsa, 19-letnia striptizerka o imieniu Raimunda była wówczas w ciąży. W 1981 r. grupa byłych żołnierzy brytyjskich porwała Biggsa i wywiozła na Barbados, gdzie przekazali go władzom. Jednak Biggs wykorzystał lukę prawną i powrócił do Brazylii. Przez cały czas pobytu w Brazylii prowadził życie towarzyskie jako celebryta. Udzielał się również w zespołach punk rockowych: wystąpił gościnnie na singlu Sex Pistols No One Is Innocent i Die Toten Hosen Carnival In Rio (Punk Was).

## Powrót do Anglii i więzienie
W 2001 Biggs był poważnie chory i dobrowolnie wrócił do Wielkiej Brytanii, w czym pomógł mu tabloid The Sun. Został umieszczony w więzieniu o zaostrzonym rygorze HMP Belmarsh, gdzie ożenił się z Raimundą Rothen, matką swojego dziecka. W 2007 stan Biggsa pogorszył się na tyle, że został przeniesiony do więzienia dla chorych i starszych więźniów w Norwich. Dwa lata później sekretarz Jack Straw początkowo odmówił mu zwolnienia warunkowego za brak skruchy i wypowiedzi dla tabloidów, jednak wkrótce zmienił zdanie i 6 sierpnia 2009 Biggs został zwolniony. Zmarł w zakładzie opieki sądowej Carlton Court Care Home w londyńskiej dzielnicy Barnet.